# Spirolaxis centrifuga
Spirolaxis centrifuga är en snäckart som först beskrevs av di Monterosato 1890.  Spirolaxis centrifuga ingår i släktet Spirolaxis och familjen Architectonicidae. Inga underarter finns listade i Catalogue of Life.